# Sân vận động Nuevo Mirandilla
Sân vận động Nuevo Mirandilla là một sân vận động bóng đá ở Cádiz, Tây Ban Nha, là sân nhà của câu lạc bộ bóng đá Cádiz. Sân vận động ban đầu được khánh thành với tên Sân vận động Ramón de Carranza vào ngày 3 tháng 9 năm 1955. Sân đã được xây dựng lại hoàn toàn hai lần. Hiện với sức chứa 25.033 chỗ ngồi, đây là sân vận động lớn thứ 24 ở Tây Ban Nha và lớn thứ 5 ở Andalusia.

## Lịch sử
Sân vận động được khánh thành vào ngày 3 tháng 9 năm 1955. Một tháng trước đó vào ngày 6 tháng 8, lá cờ quốc gia đã được kéo lên tại sân vận động với sự có mặt của José León de Carranza (thị trưởng thành phố), Cazalla Morales (người chịu trách nhiệm về công việc), các kiến trúc sư phụ trách (Muñoz Monasterio và Fernández Pujol) và chủ tịch và phó chủ tịch Cádiz CF (Juan Ramón Cilleruelo Montero và Rafael García Serrano). Với tổng số 15.000 chỗ ngồi, sân vận động được xây dựng theo hình bầu dục bao gồm một đường chạy điền kinh dài 400 mét giữa sân và khán đài. Trận đấu khai mạc diễn ra với FC Barcelona. Kết thúc với tỷ số thua 0–4 với hai bàn thắng của Villaverde, sau đó là Luis Suárez và bàn thắng cuối cùng của Kubala.
Lần xây dựng lại sân vận động đầu tiên diễn ra vào năm 1984, trong vòng 4 tháng. Khán đài chính bị phá bỏ và xây dựng lại, các khán đài khác được thiết kế lại, đồng thời đường chạy điền kinh được dỡ bỏ và sân được chuyển đến gần khán đài hơn. Sân vận động được xây dựng lại bao gồm một mái che trên khán đài chính. Sức chứa của sân sau khi xây dựng lại là 23.000. Vào ngày 8 tháng 2 năm 2002 thị trưởng thành phố, Teófila Martínez, đã trình bày dự án thực sự đầu tiên cho New Carranza. Một trong những điểm quan trọng là việc mở rộng các khu vực thương mại trong sân vận động, với tổng diện tích ước tính khoảng 5.000 mét vuông.
Lần xây dựng lại lần thứ hai diễn ra từ năm 2003 đến năm 2012 khi cả bốn khán đài bị phá bỏ và xây lại bắt đầu từ khán đài phía nam (Fondo Sur) và khán đài phía đông (Preferente) từ năm 2003 đến năm 2005. Sau đó, khán đài phía bắc (Fondo Norte) được xây dựng lại từ năm 2006 đến năm 2008. Khán đài cuối cùng được xây dựng lại là khán đài chính (Tribuna), khán đài lớn nhất với 8.281 chỗ ngồi và cho đến nay là khán đài duy nhất có mái che, việc xây dựng diễn ra từ năm 2009 đến năm 2012.
Sân vận động mới có sức chứa 25.033 chỗ ngồi có tổng diện tích xây dựng là 94.938 mét vuông, bao gồm 31.555 m² bãi đậu xe ngầm cho khoảng 900 ô tô dưới bốn khán đài, các khu thương mại nằm khắp sân vận động có tổng diện tích 23.349 m² và 28.714 m² được sử dụng cho khách sạn nằm ở khán đài chính. Tổng chi phí xây dựng lại là 68 triệu euro, tất cả đều được chi trả bằng công quỹ. Đội tuyển bóng đá quốc gia Tây Ban Nha lần đầu tiên thi đấu chính thức trên sân Ramón de Carranza gặp Malta ở vòng loại Euro 2020 vào ngày 15 tháng 11 năm 2019. Trận đấu kết thúc với chiến thắng 7:0 của Tây Ban Nha.